# Antônio Alves Câmara Júnior
Antônio Alves Câmara Júnior (Salvador, 5 de agosto de 1891 — Rio de Janeiro, 14 de agosto de 1958) foi um militar brasileiro. Atingiu a patente de almirante-de-esquadra.
Foi ministro da Marinha do Brasil nos governos de Nereu Ramos e Juscelino Kubitschek, de 11 de novembro de 1955 a 19 de agosto de 1958.